# Роскошный ястреб
Роскошный ястреб (лат. Erythrotriorchis buergersi) — вид хищных птиц из семейства ястребиных (Accipitridae). Подвидов не выделяют. Распространены на Новой Гвинее.

## Описание
Крупный ястреб, длина тела 43—53 см; масса 575 г (один самец); размах крыльев 85—109 см. Верхняя часть тела в основном черноватая и рыжеватая; нижняя часть тела белая с тёмными прожилками. Плечевые перья с широкой рыжеватой каймой. Хвост длинный, полосатый. Крылья короче, чем у E. radiatus, а взрослая особь более пёстрая и без рыжеватого окраски нижней части тела. Редкая меланистическая морфа встречается у некоторых взрослых особей, похожая на меланистическую морфу Accipiter meyerianus, но с более узкими полосками на хвосте и жёлтыми глазами. Молодь ярко-рыжая, с чёрными отметинами, маховые перья и хвост тёмно-серые с синеватым отливом.

## Биология
Биология практически не изучена. По-видимому, питается в основном птицами; возможно, также мелкими млекопитающими и рептилиями.

## Распространение и места обитания
Эндемик Новой Гвинеи. Встречается в восточной и юго-восточной частях острова. Обитает в предгорных тропических лесах на высоте от 450 до 1600 м над уровнем моря. Как правило, встречается в глубине леса, редко парит над лесом.

## Охранный статус
Этот редкий и малоизвестный вид, эндемичный для Новой Гвинеи, известен лишь по нескольким записям. Нет никакой информации о распространении, численности популяции или тенденциях, хотя численность популяции, вероятно, будет сокращаться медленными темпами из-за деградации местообитаний. МСОП присвоил виду статус «Близки к уязвимому положению» (NT).